# Ansano
Ansano  è un nome proprio di persona italiano maschile.

## Varianti in altre lingue
- Catalano: Ansà[2]
- Latino: Ansanus[1][2]
- Spagnolo: Ansano[2]

## Origine e diffusione
L'etimologia del nome rimane incerta. Potrebbe avere origini germaniche, forse correlate all'elemento ans ("dio"), mentre secondo altre fonti sarebbe di derivazione latina, con il significato di "orecchiuto" oppure derivante da Antianus, cioè "abitante di Anzio". 
La sua diffusione è collegata al culto di sant'Ansano, patrono di Siena, per cui è accentrato in Toscana in generale e nel senese in particolare.

## Onomastico
L'onomastico si può festeggiare il 1º dicembre in onore di sant'Ansano, martire romano presso Siena

## Persone
- Ansano di Siena, santo romano

Ansano Giovannelli

- Ansano Giannarelli, regista e sceneggiatore italiano
- Ansano Giovannelli, fantino italiano
- Ansano Luti, giurista e letterato italiano